# Francisco García Alted
Francisco García Alted (1907- Málaga, 13 de febrero de 1995) fue un político y militar español. Nombrado gobernador civil de Málaga tras su toma por el bando sublevado, organizó la feroz represión que se llevó a cabo a continuación, y que dirigió el coronel Bohórquez, bajo la supervisión del general Felipe Acedo Colunga. Uno de los que participaron en ella fue el juez militar Carlos Arias Navarro.

## Trayectoria
Ostentó el cargo de gobernador civil de Málaga desde la toma de Málaga por las tropas de Franco en febrero de 1937, durante la guerra civil española, hasta septiembre de 1939. Obtuvo el cargo por ser uno de los escasos militares comprometidos con el golpe de Estado supervivientes a las sacas durante el periodo de anarquía previo a la toma de Málaga. Además, ostentaba empleo de teniente de la Guardia Civil y militaba en Falange Española de las JONS.[cita requerida]
Fue el organizador de la represión franquista tras la toma de la ciudad de Málaga y su provincia.
Finalizada la contienda y ya con el grado de capitán de la Guardia Civil, prestó servicios como voluntario en la División Azul como jefe de la Policía Militar Española de la División Española de Voluntarios. Como tantos falangistas veteranos de la División Azul, hizo carrera en el ejército. Retirado de coronel en 1969, ascendió a general de Brigada honorífico en 1983.